# Psychologische Rundschau
Die Psychologische Rundschau ist eine wissenschaftliche Fachzeitschrift, deren Schwerpunkt die interdisziplinäre Psychologie ist. Sie war eine der ersten nach 1945 erscheinenden (oder wiedererscheinende) Fachzeitschrift für Psychologie in Deutschland und ist das offizielle Organ der Deutschen Gesellschaft für Psychologie (DGPs) seit deren Wiedergründung nach 1945.

## Inhalt
In der Psychologischen Rundschau werden theoretische und methodische Entwicklungen auf dem Gebiet der Psychologie erläutert. Der Schwerpunkt liegt bei Arbeiten, die generelle theoretische und methodische Standpunkte reflektieren und dabei auch provokative Positionen vertreten.
In der Fachzeitschrift erfolgt auch eine Diskussion neuer Ideen. Zusätzlich ist die Integration von Grundlagenforschung und Anwendung ein zentrales Ziel der Zeitschrift. In einem Berichteteil erfolgt die Auseinandersetzung mit aktuellen berufs- und wissenschaftspolitischen Fragen. Neben den wissenschaftlichen Informationen veröffentlicht die Psychologische Rundschau als Nachrichtenorgan der Deutschen Gesellschaft für Psychologie und des Berufsverbandes Deutscher Psychologinnen und Psychologen auch Nachrichten und Termine dieser Berufsverbände. Weiterhin werden Rezensionen psychologischer Tests nach dem TBS-TK-System veröffentlicht.

## Geschichte
Die Psychologische Rundschau erscheint seit 1949 vierteljährlich im Hogrefe Verlag (Göttingen). 1949 wurde die Deutsche Gesellschaft für Psychologie in den Westzonen Deutschlands wiederbegründet und die Zeitschrift als deren Organ gegründet. Carl Jürgen Hogrefe war als Universitätsassistent in die Kongressvorbereitung des ersten Nachkriegskongresses 1948 in Göttingen eingebunden und es bestand das Bedürfnis nach einem Publikationsorgan. Angefragten Verlagen war das Risiko zu hoch, der Verlag des früheren Organs der Gesellschaft, der Zeitschrift für Psychologie lag in der Ostzone Deutschlands und deshalb wurde Hogrefe selbst der erste Redakteur und Verleger. Erster Herausgeber war Gustav von Allesch, an dessen Lehrstuhl Hogrefe angestellt war. Auch aus dieser Tätigkeit heraus hat Hogrefe zuerst den Verlag der Psychologischen Rundschau gegründet, der später zu dem Verlag für Psychologie, Dr. C. J. Hogrefe wurde. Die Zeitschrift Psychologische Forschung erschien bereits im Mai 1949 wieder.

## Rezeption
Die Psychologische Rundschau hatte 2012 einen Impact Factor von 0,733 und lag damit auf Rang 82 von 126 im Social Sciences Citation Index erfassten Zeitschriften in der Kategorie multidisziplinäre Psychologie.
Die Zeitschrift ist in den Datenbanken Social Science Citation Index (SSCI), Research Alert, Current Contents/Social & Behavioral Sciences, Social Sci Search, PsycINFO, PsycLit, PsyJOURNALS, PSYNDEX, Scopus, IBZ, IBR und Europ. Reference List for the Humanities (ERIH) gelistet.

## Titelseiten
Im Laufe der Jahre ist das Erscheinungsbild mehrfach geändert worden. Hier sind die vier letzten Titelblätter zu sehen.

Titelblätter der Psychologischen Rundschau
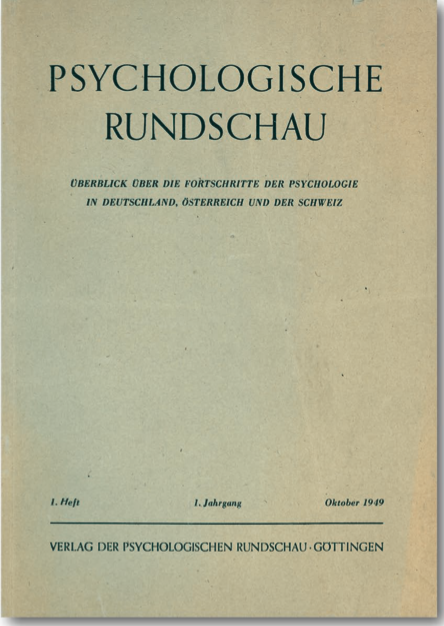
Titelblatt der 1. PRU 1949
Titelblatt der PRU 1986
Titelblatt der PRU 1998
Titelblatt der PRU 2006
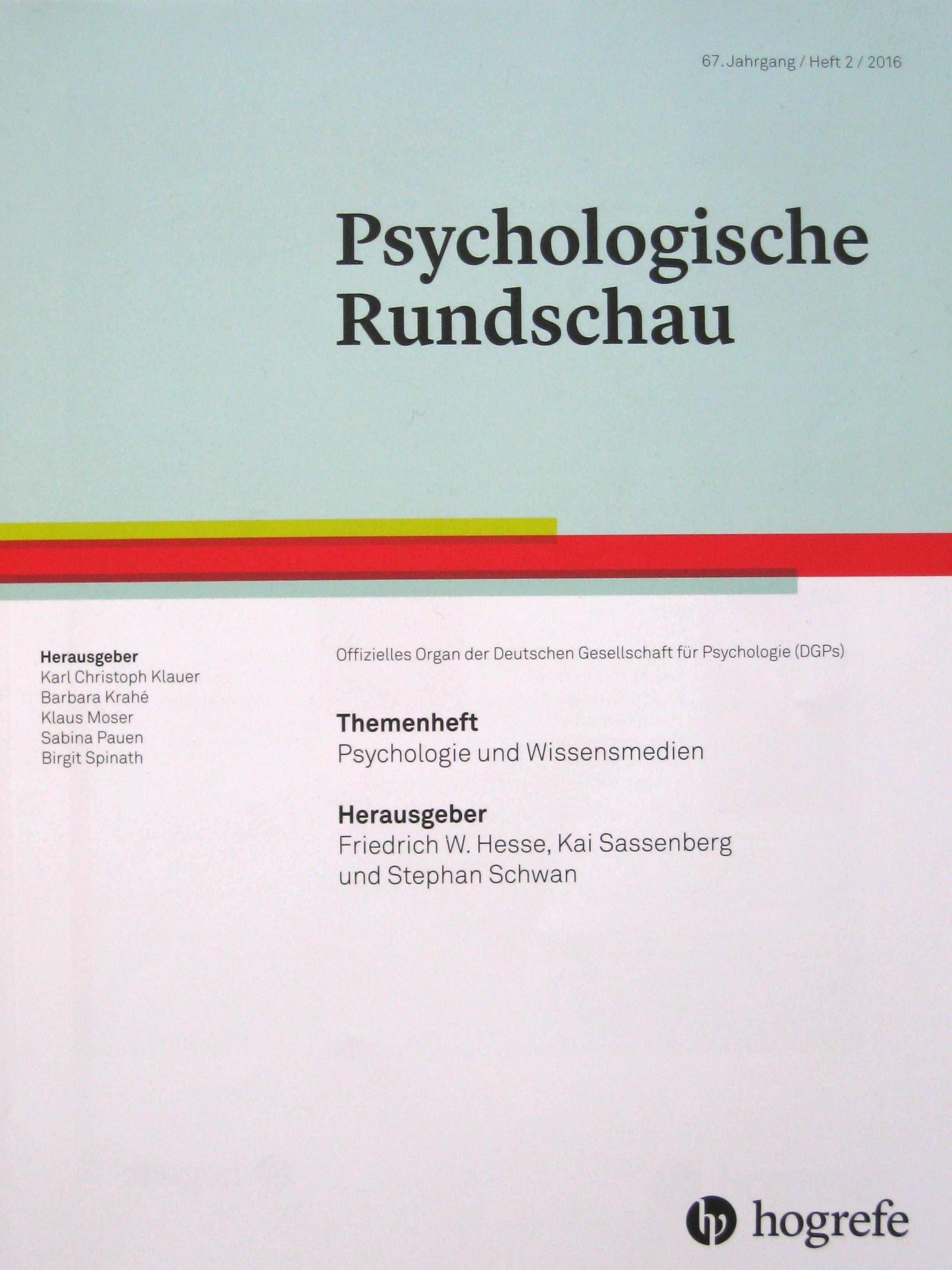
Titelblatt der PRU seit 2016